# Santalla de Rei
Santalla de Rei est une paroisse de la commune d'A Pobra do Brollón dans la province de Lugo en Galice (Espagne).

## Présentation
Elle compte 37 habitants (2011) e une superficie de 1,75 km². Pendant les dernières décennies, la population a diminué considérablement, comme dans beaucoup de paroisses à la Galice rural.
Il y a deux bâtiments importants: l'église de Sainte Eulalie, construite pendant le XVIIe siècle, et le Moulin de Folla, dans le fleuve Cabe.
Santalla célèbre ses fêtes l'avant-dernière weekend d'Août et elles sont dévouées à Sainte Lucie, la patronne de la paroisse. Anciennement la fête avait lieu le 26 septembre et elle était une des plus importantes de la province de Lugo.